# بوته آزمایش (فیلم ۱۹۹۶)
بوته آزمایش (انگلیسی: The Crucible) فیلم درامی است که در سال ۱۹۹۶ منتشر شد.
جوآن آلن توانست به‌خاطر بازی در این فیلم برای دریافتِ جایزه اسکار بهترین بازیگر نقش مکمل زن نامزد شود.

## بازیگران
- دانیل دی-لوئیس
- وینونا رایدر
- پل اسکوفیلد
- جوآن آلن
- جفری جونز
- پیتر وان
- بروس دیویسن
- فرانسیس کونروی
- کالی روخا
- مایکل گاستون
- جرج گینز
- اشلی پلدن
- کمپبل